# Raïon de Tosno
Le raïon de Tosno (en russe : То́сненский райо́н, Tosnensky raion) est une subdivision administrative de l'oblast de Léningrad, dans le nord-ouest de la Russie. Son centre administratif est la ville de Tosno.

## Géographie
Le raïon couvre une superficie de 3 585,4 km2.
Il est situé au sud-ouest de l'oblast et borde le raïon de Kirovsk au nord, le raïon de Kirichi à l'est, le raïon de Tchoudovo de l'oblast de Novgorod au sud-est, le raïon de Novgorod de l'oblast de Novgorod au sud, le raïon de Louga au sud-ouest, le raïon de Gatchina à l'ouest, ainsi que le district de Pouchkine et le district de Kolpino de la ville de Saint-Pétersbourg au nord-ouest.

## Population
Recensements (*) ou estimations de la population :
| 1979*  | 1989   | 2002   | 2010    |
| ------ | ------ | ------ | ------- |
| 81 182 | 78 500 | 77 194 | 122 999 |

| 2013    | 2015    | 2021    | - |
| ------- | ------- | ------- | - |
| 129 254 | 131 845 | 123 557 | - |